# Grand Prix d'été de saut à ski
Le Grand Prix d'été de saut à ski est une compétition annuelle organisée par la FIS depuis 1994. Elle se déroule du mois de juillet ou août au mois d'octobre.
Cette compétition réunit le plus haut niveau mondial de saut à ski sur tremplins à revêtement synthétique, c'est l'équivalent estival de la Coupe du monde de saut à ski, qui elle se dispute sur tremplins enneigés.
À partir de l'été 2012, se dispute également le Grand Prix d'été de saut à ski féminin, lui aussi l'équivalent estival de la Coupe du monde féminine de saut à ski, en trois étapes et quatre concours, puis à l'été 2013, ce sont six concours en quatre étapes qui départagent les sauteuses.
Pour la première fois en 2012, deux des épreuves de Grand-Prix par équipe sont mixtes, les équipes réunissant deux sauteurs et deux sauteuses ; ce sont les tout premiers concours officiels internationaux par équipes mixtes, avant une Coupe du Monde sur ce format l'hiver suivant, et un concours par équipes mixtes lors des Championnats du monde de saut à ski 2013.

## Palmarès

### Hommes
| Saison | Vainqueur             | Deuxième             | Troisième             |
| ------ | --------------------- | -------------------- | --------------------- |
| 1994   | Takanobu Okabe        | Ari-Pekka Nikkola    | Andreas Widhoelzl     |
| 1995   | Andreas Goldberger    | Kazuyoshi Funaki     | Ari-Pekka Nikkola     |
| 1996   | Ari-Pekka Nikkola     | Mika Antero Laitinen | Masahiko Harada       |
| 1997   | Masahiko Harada       | Espen Bredesen       | Martin Hoellwarth     |
| 1998   | Masahiko Harada       | Kazuyoshi Funaki     | Martin Schmitt        |
| 1999   | Sven Hannawald        | Andreas Goldberger   | Janne Ahonen          |
| 2000   | Janne Ahonen          | Matti Hautamaeki     | Hideharu Miyahira     |
| 2001   | Adam Małysz           | Andreas Goldberger   | Stefan Horngacher     |
| 2002   | Andreas Widhölzl      | Janne Ahonen         | Clint Jones           |
| 2003   | Thomas Morgenstern    | Akseli Kokkonen      | Martin Hoellwarth     |
| 2004   | Adam Małysz           | Martin Hoellwarth    | Daniel Forfang        |
| 2005   | Jakub Janda           | Wolfgang Loitzl      | Thomas Morgenstern    |
| 2006   | Adam Małysz           | Wolfgang Loitzl      | Andreas Kofler        |
| 2007   | Thomas Morgenstern    | Adam Małysz          | Gregor Schlierenzauer |
| 2008   | Gregor Schlierenzauer | Simon Ammann         | Michael Uhrmann       |
| 2009   | Simon Ammann          | Robert Kranjec       | Adam Małysz           |
| 2010   | Daiki Ito             | Kamil Stoch          | Adam Malysz           |
| 2011   | Thomas Morgenstern    | Kamil Stoch          | Tom Hilde             |
| 2012   | Andreas Wank          | Jurij Tepeš          | Taku Takeuchi         |
| 2013   | Andreas Wellinger     | Jernej Damjan        | Anders Bardal         |
| 2014   | Jernej Damjan         | Phillip Sjøen        | Taku Takeuchi         |
| 2015   | Kento Sakuyama        | Kenneth Gangnes      | Robert Kranjec        |
| 2016   | Maciej Kot            | Andreas Wellinger    | Kamil Stoch           |
| 2017   | Dawid Kubacki         | Anže Lanišek         | Junshirō Kobayashi    |
| 2018   | Evgeniy Klimov        | Karl Geiger          | Piotr Żyła            |
| 2019   | Dawid Kubacki         | Yukiya Satō          | Timi Zajc             |
| 2021   | Halvor Egner Granerud | Dawid Kubacki        | Jan Hörl              |
| 2022   | Dawid Kubacki         | Manuel Fettner       | Kamil Stoch           |
| 2023   | Vladimir Zografski    | Gregor Deschwanden   | Ren Nikaidō           |
| 2024   | Paweł Wąsek           | Stefan Kraft         | Marius Lindvik        |

### Femmes
| Saison | Gagnante       | Deuxième            | Troisième          |
| ------ | -------------- | ------------------- | ------------------ |
| 2012   | Sara Takanashi | Alexandra Pretorius | Daniela Iraschko   |
| 2013   | Sara Takanashi | Coline Mattel       | Katja Požun        |
| 2014   | Sara Takanashi | Katharina Althaus   | Irina Avvakumova   |
| 2015   | Sara Takanashi | Yuki Ito            | Nita Englund       |
| 2016   | Sara Takanashi | Carina Vogt         | Irina Avvakumova   |
| 2017   | Sara Takanashi | Irina Avvakumova    | Maren Lundby       |
| 2018   | Sara Takanashi | Ema Klinec          | Maren Lundby       |
| 2019   | Sara Takanashi | Nika Križnar        | Juliane Seyfarth   |
| 2021   | Urša Bogataj   | Sara Takanashi      | Marita Kramer      |
| 2022   | Urša Bogataj   | Nika Križnar        | Joséphine Pagnier  |
| 2023   | Nika Križnar   | Sara Takanashi      | Alexandria Loutitt |
| 2024   | Lara Malsiner  | Annika Sieff        | Sara Takanashi     |